# Гимн Сирии
Гимн Сирии (араб. نشيد سوريا‎) — официальный государственный символ Сирийской Арабской Республики; один из государственных символов, наряду с флагом и гербом. После падения режима Асада, 9 декабря 2024 года государственным гимном стала композиция «Во имя славы и Родины», текст которой был написан Омаром Абу Ришей. В 2025 году Сирийская футбольная ассоциация официально начала использовать композицию в сирийском футболе.

## Гимн Сирии (1936—2024)
В 1936 году была утверждена композиция «Стражи Родины» (араб. حُمَاةَ الدِّيَار‎; Хумат ад-Дияр) в качестве национального гимна Сирии. Автором текста являлся Халиль Мардам-бей, а композитором Мухаммад Флейфиль. В период существования Объединённой Арабской Республики гимн не использовался. Национальный гимн ОАР решено было составить из гимнов двух стран. После выхода из состава ОАР и обретения независимости Сирией в 1961 году, «Стражи Родины» была восстановлена в качестве государственного гимна. После падения режима Асада, 9 декабря 2024 года гимн «Стражи Родины», ассоциируемый с режимом Асада, заменили на «Во имя славы и Родины».

### Текст

#### Арабский
| حُـماةَ الـديارِ عليكمْ سـلامْ أبَتْ أنْ تـذِلَّ النفـوسُ الكرامْ عـرينُ العروبةِ بيتٌ حَـرام وعرشُ الشّموسِ حِمَىً لا يُضَامْ ربوعُ الشّـآمِ بـروجُ العَـلا تُحاكي السّـماءَ بعـالي السَّـنا فأرضٌ زهتْ بالشّموسِ الوِضَا سَـماءٌ لَعَمـرُكَ أو كالسَّـما رفيـفُ الأماني وخَفـقُ الفؤادْ عـلى عَـلَمٍ ضَمَّ شَـمْلَ البلادْ أما فيهِ منْ كُـلِّ عـينٍ سَـوادْ ومِـن دمِ كـلِّ شَـهيدٍ مِـدادْ؟ نفـوسٌ أبـاةٌ ومـاضٍ مجيـدْ وروحُ الأضاحي رقيبٌ عَـتيدْ فمِـنّا الوليـدُ و مِـنّا الرّشـيدْ فلـمْ لا نَسُـودُ ولِمْ لا نشـيد؟ |

#### ТранскрипцияМФА
ḥumaːta d-dijaːri ʕalajkum salaːm
ʔabat ʔan taðilːa n-nufuːsu l-kiraːm
ʕariːnu l-ʕuruːbati bajtun ḥaraːm
wa ʕarʃu ʃ-ʃumuːsi ḥiman laː juḍaːm
rubuːʕu ʃ-ʃaʔaːmi buruːʤu l-ʕalaː
tuḥaːkiː s-samaːʔa bi-ʕaːliː s-sanaː
fa-ʔarḍun zahat bi-ʃ-ʃumuːsi l-wiḍa
samaːʔun la-ʕamruka ʔaw ka-s-samaː
rafiːfu l-ʔamaːni wa χafqu l-fuʔaːd
ʕalaː ʕalamin ḍamːa ʃamla l-bilaːd
ʔamaː fiː-hi min kulli ʕajnin sawaːd
wa min dami kulːi ʃahiːdin midaːd
nufuːsun ʔubaːtun wa maːḍin maʤiːd
wa ruːhu l-ʔaḍaːḥi raqiːbun ʕatiːd
fa-minːaː l-waliːdu wa minːaː r-raʃiːd
fa-lim laː nasuːdu wa lim laː naʃiːd

#### Буквальный перевод с арабского языка
Стражи Родины, мир вам!
Отказываются подчиниться (наши) гордые души.
Вертеп арабизма, священный дом
И престол Солнца, которому не суждено быть покорённым.

Горы Леванта, словно высокие башни
Которые находятся в диалоге с зенитом неба.
Земля прекрасна с блестящими солнцами,
Становясь другим небом или почти им.
Трепет надежды и биение сердца -
Флагу, объединившему всю страну,
Не он ли зрачок каждого глаза (чёрная полоса на флаге),
И разве не он чернила крови каждого мученика (красная полоса на флаге)?

(Наш) дух могуч и (наша) история славна,
И души наших предков грозные стражи.
От нас Аль-Валид и от нас ар-Рашид,
Так почему бы нам не процветать и почему не строить?